# Чемпионат Москвы по футболу 1931
Чемпионат Москвы по футболу 1931 стал ХХХIII -м первенством столицы. 
Чемпионат был  проведен спортивными секциями при Московском Городском Совете Профессиональных Союзов (МГСПС) и Московском Городском Совете Физической Культуры (МГСФК) как единое первенство — высшая (первая) группа разыгрывала первенство Москвы, все остальные группы - первенство МГСПС (официальное название турнира — Первенство Москвы и МГСПС).
Победителем среди первых команд стала команда «Динамо».

## Реорганизация футбола в конце 1930 года
10-15 ноября 1930 года Всесоюзной конференцией профсоюзов по физической культуре и спорту принимается решение о построении физкультурных организаций по производственному принципу. Это фактически означало, что в клубе при данном производственном предприятии могут теперь состоять только футболисты, непосредственно на нем работающие (или, в случае «Динамо» и ЦДКА, служащие в этих ведомствах).
Это решение поставило перед клубами целый ряд кадровых проблем. Так, капитан «Динамо» Федор Ильич Селин имел профессию инженера (в которой после окончания Московского высшего технического училища имени Н. Э. Баумана проработал, начиная с 1930 года, почти четверть века — на заводах «Серп и Молот» и ЗиЛ, был начальником цеха). Другой игрок «Динамо» Павел Савостьянов служил в РККА. Игроки ЦДКА Жаткин, Барляев, Лясковский работали на Электрозаводе, у «Пищевиков» «не те» профессии имели Леута, Павел Артемьев, Поляков и т.д., а игравший в то время за команду завода «Красный Пролетарий» Иван Тимофеевич Артемьев был известным всей столице сапожником (в бытность капитаном «Динамо» он обеспечил качественными бутсами собственного изготовления всех динамовцев). В конечном итоге большинство игроков клубам удалось «отстоять».
К чему же приводило буквальное выполнение этого решения, известно на примере команды «Трехгорка».
В конце 1930 года эта команда была фактически уничтожена единым росчерком пера. Это была лучшая команда Москвы последних лет, которая ни разу не покидала пределы призовой тройки. Здесь играли лучшие игроки страны, имена многих из которых вошли в историю российского футбола. В «Трехгорке» не было ни одного спортсмена, который бы не входил в состав какой-нибудь сборной (Союза, России, Москвы, ВЦСПС, МСПС и пр.).
Михаил Сушков вспоминал: «…Пришел конец нашей команде. Ее убили в расцвете сил, в момент, когда многие ценители футбола говорили о ней: не «одна из лучших», а «самая лучшая»!».
Осенью 1930 года на фабрику пришел новый директор, и примерно в то же время по Москве прокатилась очередная волна реорганизаций. Было решено проверить: насколько точно выполняется принцип производственного подчинения клубов. При этом некоторые наиболее рьяные исполнители истолковали это указание буквально – в ведомственном клубе, дескать, могут состоять только те, кто здесь работает. Хотя на самом деле содружество «предприятие – клуб» имело по своей сути совсем иной смысл: предприятия выступали, в первую очередь, в роли попечителя того или иного клуба, брали на себя заботу по его содержанию.
Руководитель «Трехгорки» исполнил директиву примитивно просто: он вызвал команду и спросил: «кто из вас работает на фабрике?» Все игроки действительно трудились в те годы на различных предприятиях города или учились, но работников фабрики среди футболистов первой команды не было. Услышав честный отрицательный ответ, директор тут же дал указание распустить первую команду – как не имеющую отношения к производству!   
    На других предприятиях к этой проблеме подошли более диалектически, тем более, что никакого принуждения буквально выполнять спущенные сверху указания не было. И на другой же день шестеро бывших «текстильщиков» – М. Рущинский, К. Щегодский, И. Филиппов, В. Дубинин и М. Сушков – стали «автозаводцами», перейдя в АМО. Хотя никто из них, естественно, на автозаводе не работал. В «Динамо» оказались В. Смирнов и А. Мышляев, а Е. Елисеев был вынужден уехать в Ленинград.А.Савин. «Москва футбольная»

## Организация и проведение турнира
Весеннее первенство столицы 1931 года среди клубов не проводилось, вместо него проводились соревнования на первенства районов с участием производственных коллективов. 
Осеннее первенство проводилось среди 12 клубов, соревновавшихся пятью командами в «клубном зачете» по следующей схеме: на первом этапе были сформированы две подгруппы по 6 клубов, откуда по три клуба выходили в финальную группу и соревновались за первенство; по три оставшихся в круговом турнире оспаривали 7-е место.
Поскольку вновь был применен «клубный зачет» для определения прогресса главной (первой) команды по ходу турнира, то, строго говоря, данная схема не позволяет корректно идентифицировать первенство главных команд. Однако практически все футбольные историки считают расхождения между результатами первой команды и «клубного зачета» в данном случае несущественными и признают чемпионство «Динамо» среди первых команд.

## Ход турнира (главные команды)

### Подгруппа «А»

#### Итоговая таблица[10]
| № | Команды              | 1   | 2   | 3   | 4   | 5   | 6   | В | Н | П | М      | О  | МКЗ |
| - | -------------------- | --- | --- | --- | --- | --- | --- | - | - | - | ------ | -- | --- |
| 1 | «Динамо»             |     | 2:2 | 4:3 | 2:2 | 3:2 | 6:0 | 3 | 2 | 0 | 17 — 9 | 13 | I   |
| ? | СКиГ                 | 2:2 |     | ?:? | ?:? | 4:0 | 4:0 | ? | ? | ? | ?      | ?  | ?   |
| ? | ЦДКА                 | 3:4 | ?:? |     | 6:5 | ?:? | 2:2 | ? | ? | ? | ?      | ?  | ?   |
| ? | АМО                  | 2:2 | ?:? | 5:6 |     | ?:? | ?:? | ? | ? | ? | ?      | ?  | ?   |
| ? | «Медики»             | 2:3 | 0:4 | ?:? | ?:? |     | ?:? | ? | ? | ? | ?      | ?  | ?   |
| ? | «Освобожденный труд» | 0:6 | 0:4 | 2:2 | ?:? | ?:? |     | ? | ? | ? | ?      | ?  | ?   |

### Подгруппа «Б»

#### Итоговая таблица
| № | Команды              | 1   | 2   | 3   | 4      | 5      | 6   | В | Н | П | М      | О  | МКЗ |
| - | -------------------- | --- | --- | --- | ------ | ------ | --- | - | - | - | ------ | -- | --- |
| 1 | «Красный Пролетарий» |     | 5:0 | 2:1 | [ 12 ] | 6:2    | 2:0 | 4 | 0 | 0 | 15 — 3 | 12 | II  |
| 2 | «Промкооперация»     | 0:5 |     | 3:2 | 6:2    | [ 12 ] | 6:0 | 3 | 0 | 1 | 15 — 9 | 10 | IV  |
| 3 | «Казанка»            | 1:2 | 2:3 |     | 2:2    | 2:1    | ?:? | 2 | 1 | 2 | 7 — 8  | 10 | III |
| 4 | «Серп и Молот»       |     | 2:6 | 2:2 |        | 5:1    | 3:0 | 2 | 1 | 1 | 12 — 9 | 9  | I   |
| 5 | МОГЭС                | 2:6 |     | 1:2 | 1:5    |        | 4:2 | 1 | 0 | 3 | 8 — 15 | 6  | VI  |
| 6 | «Трехгорка»          | 0:2 | 0:6 | ?:? | 0:3    | 2:4    |     | 0 | 0 | 5 | 2 — 15 | 5  | V   |

### За места 7-12

#### Итоговая таблица
| №  | Команды              | 1   | 2   | 3   | 4   | 5   | 6   | В | Н | П | М      | О  |
| -- | -------------------- | --- | --- | --- | --- | --- | --- | - | - | - | ------ | -- |
| 7  | «Промкооперация»     |     | 2:2 | 4:1 | 3:1 | 7:0 | 4:1 | 4 | 1 | 0 | 20 — 5 | 14 |
| 8  | «Освобожденный труд» | 2:2 |     | 2:1 | 1:2 | 6:2 | 2:0 | 3 | 1 | 1 | 13 — 7 | 12 |
| 9  | ЦДКА                 | 1:4 | 1:2 |     | 5:0 | 5:0 | 3:2 | 3 | 0 | 2 | 15 — 8 | 11 |
| 10 | «Медики»             | 1:3 | 2:1 | 0:5 |     | 2:2 | 1:0 | 2 | 1 | 2 | 6 — 11 | 10 |
| 11 | «Трехгорка»          | 0:7 | 2:6 | 0:5 | 2:2 |     | 3:0 | 1 | 1 | 3 | 7 — 20 | 8  |
| 12 | МОГЭС                | 1:4 | 0:2 | 2:3 | 0:1 | 0:3 |     | 0 | 0 | 5 | 3 — 13 | 5  |

### Финальная группа

#### Итоговая таблица
| № | Команды              | 1   | 2   | 3   | 4   | 5   | 6   | В | Н | П | М       | О  |
| - | -------------------- | --- | --- | --- | --- | --- | --- | - | - | - | ------- | -- |
|   | «Динамо»             |     | 5:1 | 3:4 | 3:2 | 3:2 | 6:0 | 4 | 0 | 1 | 20 — 9  | 13 |
|   | СКиГ                 | 1:5 |     | 1:2 | 4:3 | 3:1 | 4:0 | 3 | 0 | 2 | 13 — 11 | 11 |
|   | «Серп и Молот»       | 4:3 | 2:1 |     | 3:8 | 1:0 | 1:3 | 3 | 0 | 2 | 11 — 15 | 11 |
| 4 | «Красный Пролетарий» | 2:3 | 3:4 | 8:3 |     | 1:2 | 3:1 | 2 | 0 | 3 | 17 — 13 | 9  |
| 5 | АМО                  | 2:3 | 1:3 | 0:1 | 2:1 |     | 5:1 | 2 | 0 | 3 | 10 — 9  | 9  |
| 6 | «Казанка»            | 0:6 | 0:4 | 3:1 | 1:3 | 1:5 |     | 1 | 0 | 4 | 5 — 19  | 7  |

## Клубный зачет
- «Динамо»
- «Красный Пролетарий»
- АМО